# Graçac
Grassac és un municipi francès del departament del Charente, a la regió de la Nova Aquitània.